# 52665 Brianmay
52665 Brianmay è un asteroide della fascia principale. Scoperto nel 1998, presenta un'orbita caratterizzata da un semiasse maggiore pari a 2,9985737 UA e da un'eccentricità di 0,1351444, inclinata di 8,61651° rispetto all'eclittica.
L'asteroide è dedicato al chitarrista dei Queen Brian Harold May che ha conseguito a 60 anni il dottorato in astrofisica.